# Afmadow
Afmadow (ook: Afmadoow, Afmadu) is de hoofdplaats van het district Afmadow in de regio Neder-Juba in het zuiden van Somalië.

De stad ligt hemelsbreed 120 km van de grens met Kenia en 401 km ten zuidwesten van Mogadishu. In 2000 had de stad 14.500 inwoners. Afmadow is een centrum van de veeteelt in Zuid-Jubaland.

Klimaat: Afmadow heeft een tropisch savanneklimaat. De gemiddelde jaartemperatuur is 28,4°C. Maart is de warmste maand, gemiddeld 31,1°C; juli is het koelste, gemiddeld 25,8°C. De jaarlijkse regenval bedraagt ca. 528 mm (ter vergelijking: in Nederland ca. 800 mm). Er zijn twee duidelijke drogere seizoenen: van januari t/m maart en juni t/m september, en twee regenseizoenen, april-mei en oktober-december. De meeste regen valt in april, meer dan 100 mm.